# 许月荷
许月荷（1938年6月—），江苏宜兴人，中华人民共和国外交官，首任中华人民共和国驻马其顿共和国特命全权大使。